# Dan Cragg
Œuvres principales
- L'Épreuve du Jedi

David Sherman, né le 6 septembre 1939 à Rochester dans l'État de New York, est un soldat américain ainsi qu'un écrivain de science-fiction.

## Biographie
Dan Cragg est le fils de James Wilson et de Gertrude Finucane-Cragg.
Il a eu un enfant avec son épouse, qui est décédée le 14 avril 2009.

## Œuvres

### SérieStarFist
Cette série est coécrite avec David Sherman.
1. (en) First to Fight, 1997
2. (en) School of Fire, 1998
3. (en) Steel Gauntlet, 1999
4. (en) Blood Contact, 1999
5. (en) TechnoKill, 2000
6. (en) Hangfire, 2000
7. (en) Kingdom's Swords, 2002
8. (en) Kingdom's Fury, 2003
9. (en) Lazarus Rising, 2003
10. (en) A World of Hurt, 2004
11. (en) Flashfire, 2006
12. (en) Firestorm, 2007
13. (en) Wings of Hell, 2008
14. (en) Double Jeopardy, 2009

### SérieStarFist: Force Recon
Cette série est coécrite avec David Sherman.
1. (en) Backshot, 2005
2. (en) PointBlank, 2006
3. (en) Recoil, 2008

### UniversStar Wars

#### SérieLa Guerre des clones
1. L'Épreuve du Jedi, Fleuve noir, coll. « Star Wars » no 74, 2006 ((en) Jedi Trial, 2004)  (ISBN 2-265-06951-5)Écrit avec David Sherman.

### Essais
- (en) The NCO Guide, 1982
- (en) A Travel Guide to Military Installations, 1983
- (en) A Dictionary of Soldier Talk, 1984Écrit avec John Elting et Ernest Deal.
- (en) Inside the VC and NVA: The Real Story of North Vietnam's Armed Forces, 1992Écrit avec Michael Lee Lanning.
- (en) Top Sergeant: The Life and Times of Sergeant Major of the Army William G. Bainbridge, Ballantine, 1992Écrit avec William G. Bainbridge (en).
- (en) Generals in Muddy Boots: A Concise Encyclopedia of Combat Commanders, Berkley Publishing, 1996Écrit avec Walter J. Boyne.